# Edouard Guillaumin

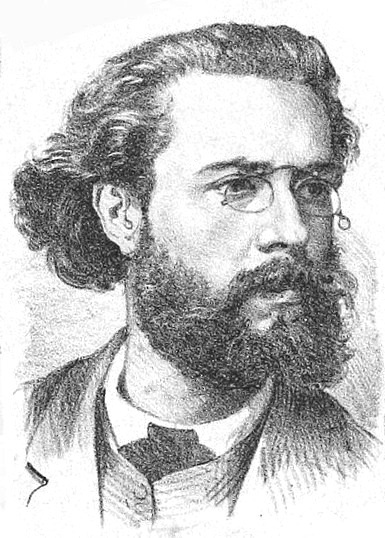
Edouard Guillaumin, 1868

Édouard Guillaumin, genannt Édouard Pépin (* 11. August 1842 in Moulins (Allier); † 11. März 1927 in Paris), war ein französischer Karikaturist und Zeichner.

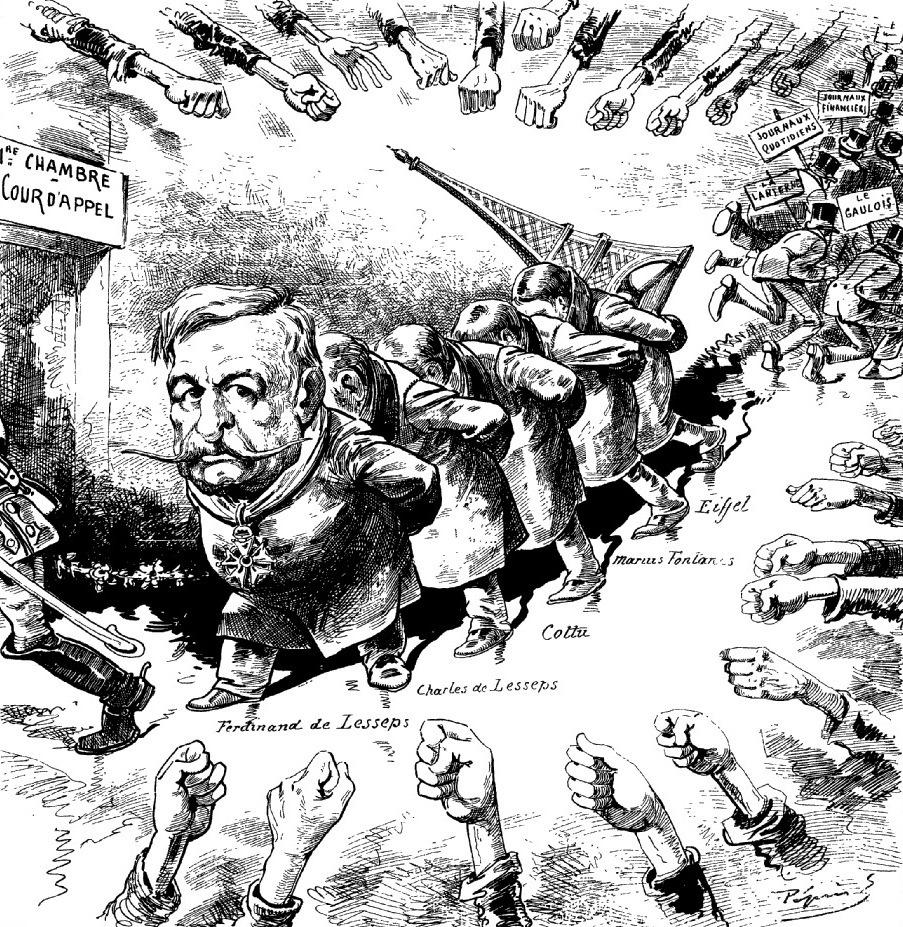
Karikatur Les Martyrs de Panama von Pépin mit dem dargestellten Ferdinand de Lesseps von 1892

Guillaumin veröffentlichte seine ersten Karikaturen in der Zeitschrift La Lune. Später arbeitete er auch für andere Satirezeitschriften, wie zum Beispiel L’Éclipse, Le Journal amusant, La Rue und wurde Hauptkarikaturist bei Le Grelot. Gegen Ende des Second Empire signierte er mit dem Pseudonym Pépin. In der Dreyfus-Affäre war er zuerst gegen Alfred Dreyfus eingestellt, wechselte dann aber das Lager und unterstützte Dreyfus. Darauf kam es zum Bruch mit Le Grelot und Guillaumin gründete mit Le Fouet eine eigene Zeitschrift.